# Otto Meyerhof

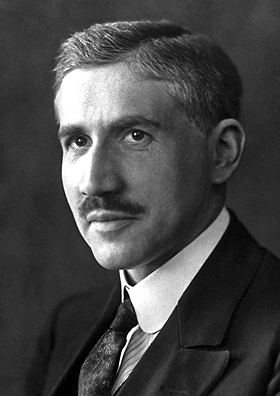
Otto Meyerhof, 1923

Otto Fritz Meyerhof (* 12. April 1884 in Hannover; † 6. Oktober 1951 in Philadelphia, Pennsylvania) war ein deutscher Biochemiker, der 1922 gemeinsam mit Archibald Vivian Hill für seine Forschungen über den Stoffwechsel im Muskel den Nobelpreis für Medizin erhielt. Im Besonderen würdigte das Stockholmer Nobelkomitee Meyerhof für seine Entdeckung des Verhältnisses zwischen Sauerstoffverbrauch und Milchsäureproduktion im Muskel.

## Leben
Otto Fritz Meyerhof wurde am 12. April 1884 als Sohn jüdischer Eltern am Theaterplatz 16 A (heute: Rathenaustraße) in Hannover geboren; der Vater Felix Meyerhof war ein wohlhabender Textilkaufmann; die Mutter Bettina geb. May war Hausfrau. Um 1888 zog Familie Meyerhof von Hannover nach Berlin, wo Otto Fritz 1903 sein Abitur machte und danach ein Medizinstudium aufnahm.
In dieser Zeit stieß er zum Freundeskreis des später in Göttingen lehrenden Philosophen Leonard Nelson, dem er sein Leben lang freundschaftlich verbunden blieb. Nach Nelsons frühem Tod gab er mit Franz Oppenheimer und Minna Specht bis 1937 die von Nelson wiederbegründeten Abhandlungen der Fries’schen Schule, Neue Folge heraus. Hier lernte Meyerhof 1907 seinen gleichfalls philosophisch hochinteressierten Kommilitonen Arthur Kronfeld kennen. Zu dem Kreis gehörte auch die Mathematik-Studentin und Malerin Hedwig Schallenberg, die er 1914 heiratete. Aus der Ehe gingen drei Kinder hervor: Tochter Bettina, verheiratete Emerson, wurde später Kinderärztin, Sohn Gottfried („Geoffrey“) (1916–2003) wurde ein bekannter Bauingenieur in Kanada, und der Sohn Walter (1922–2006) wurde Physikprofessor an der Stanford University.
Er setzte seine Studien an der Albert-Ludwigs-Universität Freiburg, der Kaiser-Wilhelms-Universität Straßburg und der Ruprecht-Karls-Universität Heidelberg fort und promovierte hier im Dezember 1909 bei Franz Nissl, dem Direktor der Psychiatrischen Universitätsklinik, mit einer auf die Arbeiten des Philosophen Jakob Friedrich Fries gestützten wissenschaftstheoretischen Arbeit, die den Titel trug: „Beiträge zur psychologischen Theorie der Geistesstörung“. Mit der Psychoanalyse setzte er sich in einer von seinem Freund Kronfeld geleiteten Arbeitsgruppe auseinander, während er sich an der Klinik, an der auch Viktor von Weizsäcker arbeitete, von Otto Warburg für die biochemische Erforschung des Muskelstoffwechsels interessieren und in sie einarbeiten ließ. Inspiriert durch Warburg arbeitete Otto Meyerhof 1910/1911 an der Stazione Zoologica in Neapel über den Biochemismus befruchteter Seeigeleier.

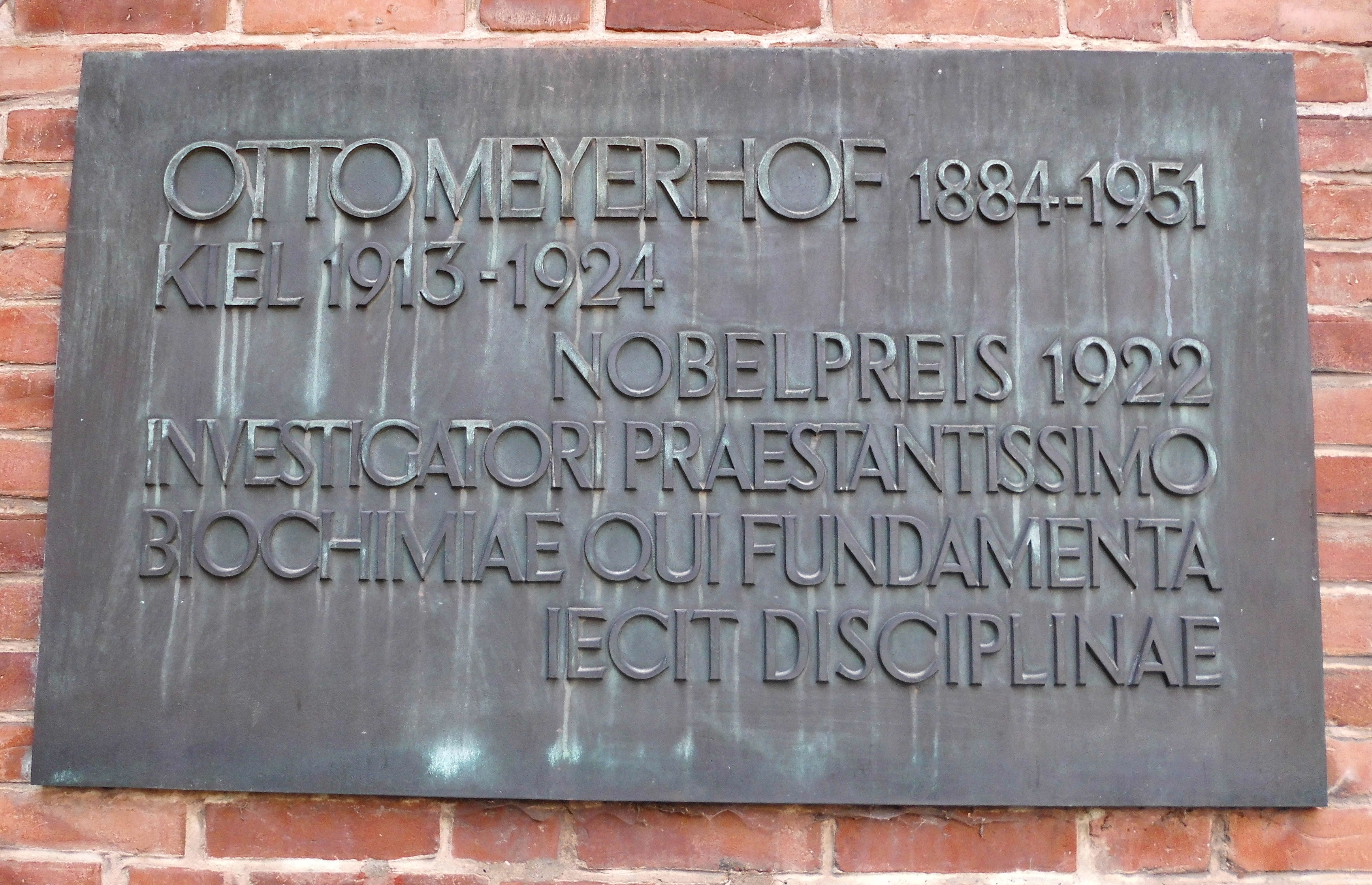
Gedenktafel an der Universität Kiel

Meyerhof ging 1912 an die Christian-Albrechts-Universität zu Kiel. Er habilitierte sich 1913 und wurde dort 1918 Professor. 1922 erhielt er, als Assistent am Physiologischen Institut der Universität Kiel, gemeinsam mit A. V. Hill für Forschungen zur Energieumwandlung im Muskel den Nobelpreis für Medizin.
Das Angebot einer Professur in den Vereinigten Staaten, das er 1923 nach dem Nobelpreis erhielt, schlug er 1924 zugunsten der Berufung an das Kaiser-Wilhelm-Institut für Biologie in Berlin aus, von wo er 1929 an das von Ludolf von Krehl initiierte Kaiser-Wilhelm-Institut für medizinische Forschung in Heidelberg berufen wurde, an dem er ab 1930 als Direktor der Physiologischen Abteilung wirkte und zu weiteren bahnbrechenden Entdeckungen gelangte. In dieser Zeit klärten Gustav Embden, Otto Meyerhof und Jakub Parnas den Mechanismus der Glykolyse auf (Embden-Meyerhof-Parnas-Weg). Meyerhof wurde 1931 zum ordentlichen Mitglied der Heidelberger Akademie der Wissenschaften gewählt. Er widmete sich den phosphorylierten Energielieferanten des Intermediärstoffwechsels (ATP). Als „Meyerhof-Quotient“ wird das Verhältnis von anaerobem Abbau und aerobem Wiederaufbau bezeichnet. 1935 wurde Otto Meyerhof aus rassistischen Gründen seine seit 1929 bestehende Honorarprofessur entzogen. 1937 erfolgte der Austritt aus der Akademie und seit 1947 die Wiederaufnahme als korrespondierendes Mitglied.
Als Institutsdirektor einer nicht unmittelbar staatlichen Einrichtung konnte Meyerhof 1933 zunächst die Leitung des Institutes ungeachtet seiner jüdischen Herkunft behalten, der badische Kultusminister entzog ihm allerdings 1935 unter nationalsozialistischem Einfluss die Lehrbefugnis. In den folgenden Jahren hielten zwar die Institutskollegen an Meyerhof fest, die Arbeitsbedingungen verschlechterten sich dennoch bis zum Unerträglichen, so dass Meyerhof im September 1938 mit Hilfe seines ehemaligen Schülers Alexander von Muralt zunächst in die Schweiz floh und von dort aus nach Paris ging. 1940 flüchtete er vor den einmarschierenden deutschen Truppen über Spanien und Portugal in die Vereinigten Staaten. Dort bezahlte ihm die Rockefeller Foundation eine Forschungsprofessur für physiologische Chemie an der University of Pennsylvania in Philadelphia. 1949 wurde er in die National Academy of Sciences gewählt. Hier starb er mit 67 Jahren an seinem zweiten Herzinfarkt, nachdem er den ersten sieben Jahre zuvor überlebt hatte.

## Ehrungen
Seit den 1980er Jahren existiert im Kieler Wohngebiet Klausbrook, direkt im Anschluss an den Universitätscampus, eine Meyerhofstraße.
Die Universität Heidelberg errichtete 2001 mit der Einrichtung des Otto-Meyerhof-Zentrum für ambulante Medizin und klinische Forschung seinem Andenken ein ehrenvolles Denkmal. Die Gesellschaft für Biochemie und Molekularbiologie verleiht alle zwei Jahre den Otto-Meyerhof-Preis an herausragende Nachwuchswissenschaftler im Bereich Molekular- und Zellbiologie.
Am 23. April 2018 wurde eine neue Stadttafel an Otto Meyerhofs Geburtshaus in Hannover
angebracht; die alte Tafel war jahrelang aus unbekannten Gründen verschwunden.